# Manchester Orchestra

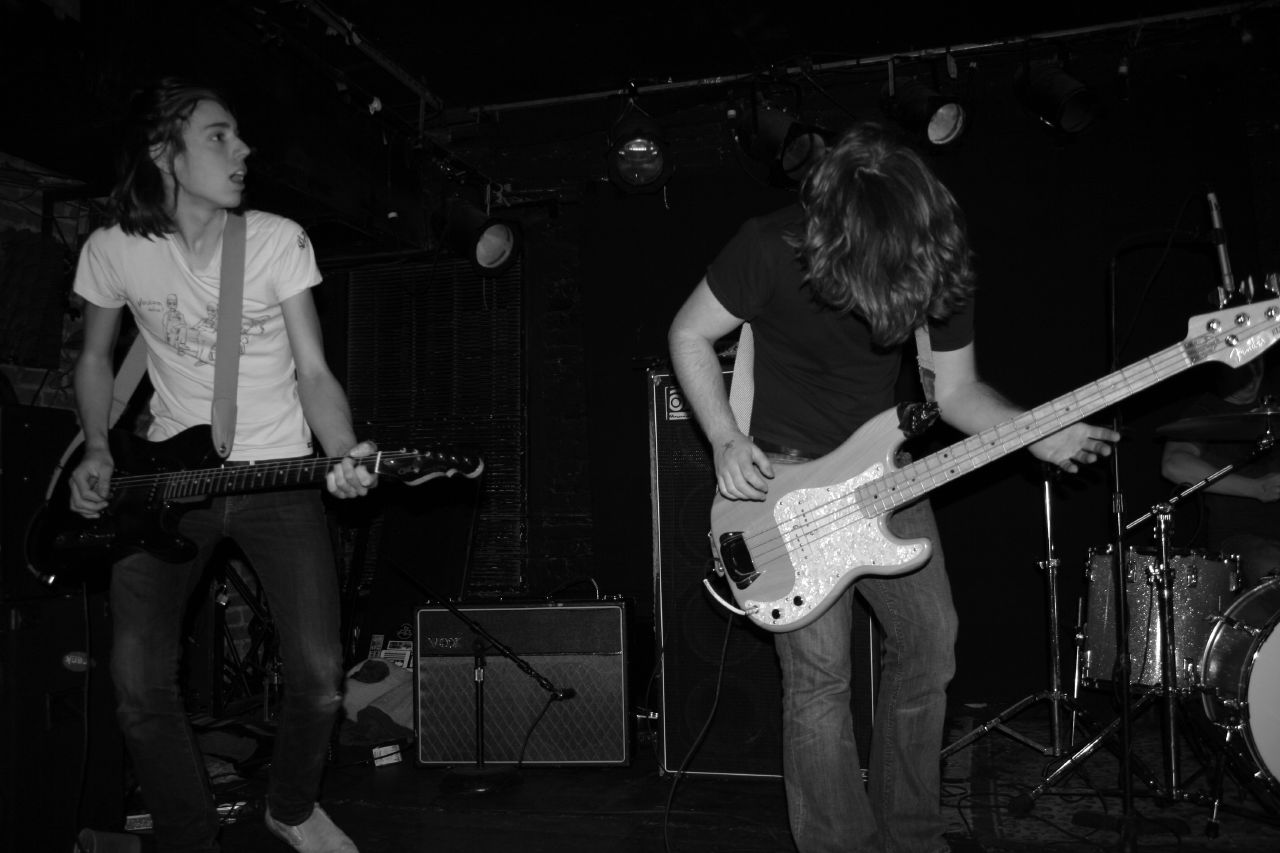
Manchester Orchestra, podczas koncertu, po lewej Robert McDowell

Manchester Orchestra – amerykański zespół grający indie rock, który pochodzi z Atlanty, utworzony w 2005 r. W skład grupy wchodzi aktualnie Andy Hull, który jest wokalistą, gitarzystą i autorem tekstów, Robert McDowell gitara prowadząca, Chris Freeman klawisze i instrumenty perkusyjne, Jonathan Corley basista oraz Tim Very jako perkusista.

## Członkowie zespołu
Aktualny skład:
- Andy Hull – wokal, gitara, fortepian
- Robert McDowell – gitara prowadząca, klawisze, wokal
- Chris Freeman – klawisze, chórki
- Jonathan Corley – bas
- Tim Very – bębny, perkusja

Pierwotny skład:
- Garrett Brown – gitara
- Jeremiah Edmond – bębny, perkusja
- Benjamin Homola – bębny, perkusja
- Len Clark – bębny, perkusja
- Brendan Rossi – gitara ośmiostrunowa, tamburyn
- David Brandon Dees – bas
- Trey Balfour – gitara prowadząca
- Andrew Maysilles – bębny, perkusja

## Dyskografia
| Rok  | Dane albumu                                                     |
| ---- | --------------------------------------------------------------- |
| 2006 | I'm Like a Virgin Losing a Child - Wydana: 14 października 2006 |
| 2009 | Mean Everything to Nothing - Wydana: 21 kwietnia 2009           |
| 2011 | Simple Math - Wydana: 9 maja 2011                               |
| 2014 | Cope - Wydana: 1 kwietnia 2014                                  |
| 2017 | A Black Mile To The Surface - Wydana: 21 lipca 2017             |
| 2021 | The Million Masks Of God - Wydana: 30 kwietnia 2021             |